# Lijst van bezienswaardigheden in Leuven

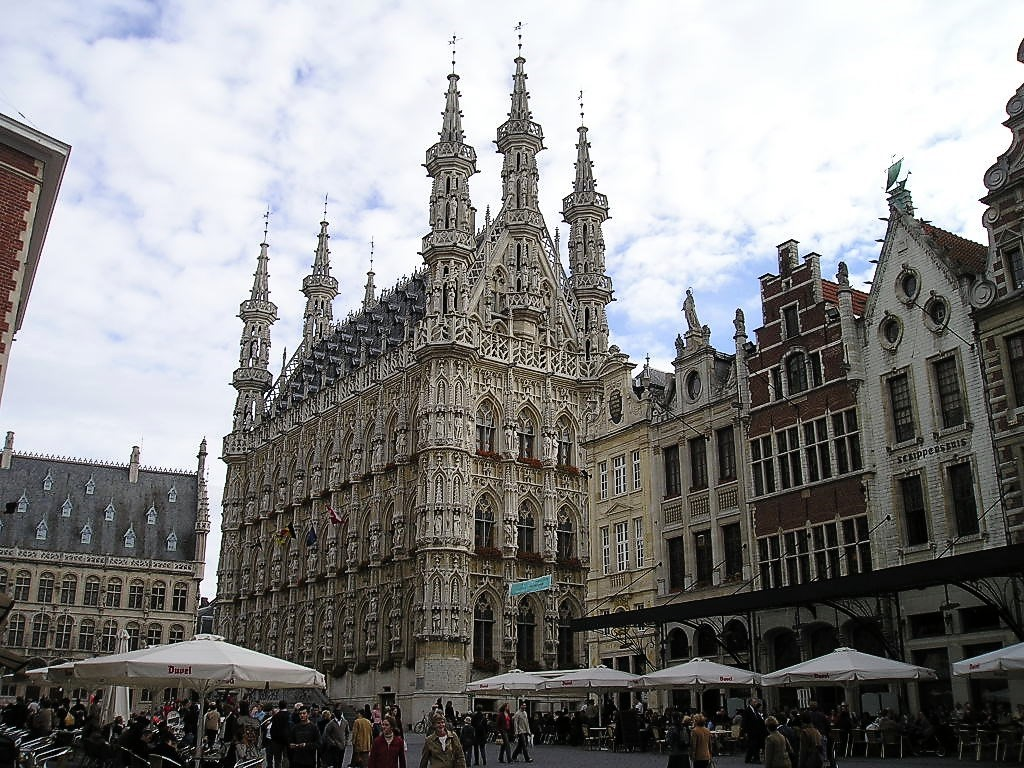
Stadhuis van Leuven

Het historische stadscentrum van Leuven kent tal van bezienswaardigheden.
- Het stadhuis op de Grote Markt, gebouwd in Brabantse laatgotiek. Drie bouwmeesters waren verantwoordelijk voor de werken, die plaatsvonden tussen 1439 en 1469: eerst Sulpitius van Vorst, die stierf in 1439, daarna Jan II Keldermans, die in 1445 overleed, en tot slot Matthijs de Layens. Hij was een leerling geweest van Sulpitius van Vorst. De ontvangstzaal in het stadhuis, waar enkele waardevolle schilderijen hangen, dateert uit 1750.
- De collegiale Sint-Pieterskerk in Brabantse hooggotiek (1425–ca. 1500), net als het stadhuis gebouwd door achtereenvolgens Sulpitius van Vorst, Jan II Keldermans en Matthijs de Layens. Zowel tijdens de Eerste als de Tweede Wereldoorlog raakte de kerk beschadigd; bij restauratiewerkzaamheden werd onder het zogenoemde hoogkoor een romaanse crypte uit de 11e eeuw ontdekt. In de kerk bevinden zich verschillende schilderijen uit de 17e en 18e eeuw, een sacramentstoren uit 1450 en het praalgraf van hertog Hendrik I van Brabant (13e-eeuws). Het laatgotische doksaal uit 1488 is het oudste van België. In de 50 meter hoge toren — een schim van het oorspronkelijke plan, dat in een toren van 169 meter hoogte voorzag — bevindt zich de stadsbeiaard.
- Het Tafelrond is het derde gotische gebouw op de Grote Markt. Het is ook van de hand van Matthijs de Layens. Het oorspronkelijke gebouw werd in 1818 afgebroken, het huidige gebouw is een replica van na de Eerste Wereldoorlog van Max Winders. Na jaren als filiaal van de Nationale Bank gediend te hebben, is het Tafelrond in 2005 verkocht. In 2016 werd het Tafelrond verbouwd tot hotel, restaurant en studio.
- Fonske is een standbeeld op het Rector De Somerplein (vroeger Maarschalk Fochplein) dat een student voorstelt, met in de linkerhand een boek waarin hij leest en in de rechterhand een pint bier, die hij boven zijn hoofd uitgiet. Het werd ontworpen door de beeldhouwer Jef Claerhout, en door de KU Leuven in 1975 aan de stad geschonken naar aanleiding van het 550-jarige bestaan van de universiteit. Fonske is een van de symbolen van Leuven als universiteitsstad. Fonske is een typisch Vlaamse naam afgeleid van Alfons. "Fons" is ook het Latijn voor "fontein" en een variant van de naam van de Romeinse god van de bronnen, Fontus. De inscriptie "Fons Sapientiae" ("Bron der Wijsheid") op het standbeeld is een ludieke knipoog naar het motto van de KU Leuven, "Sedes Sapientiae" ("Zetel der Wijsheid"). Net zoals Manneken Pis in Brussel wordt Fonske af en toe aangekleed door verenigingen die iets te vieren hebben, zoals de "Mannen van het Jaar".
- De Lakenhalle (1317–1345), in vroeggotische stijl, met barokke boven- en aanbouw, is thans universiteitshal.
- De Sint-Michielskerk (1650–1666), opgetrokken in een typische Jezuïeten-barokstijl. De opvallende voorgevel werd door de Leuvenaars als "altaar buiten de kerk" aangeduid, een van de zeven wonderen van Leuven
- De hooggotische Sint-Kwintenskerk; het onderste deel van de toren is een restant van een romaanse, tevens in de 13e eeuw gebouwde kerk.

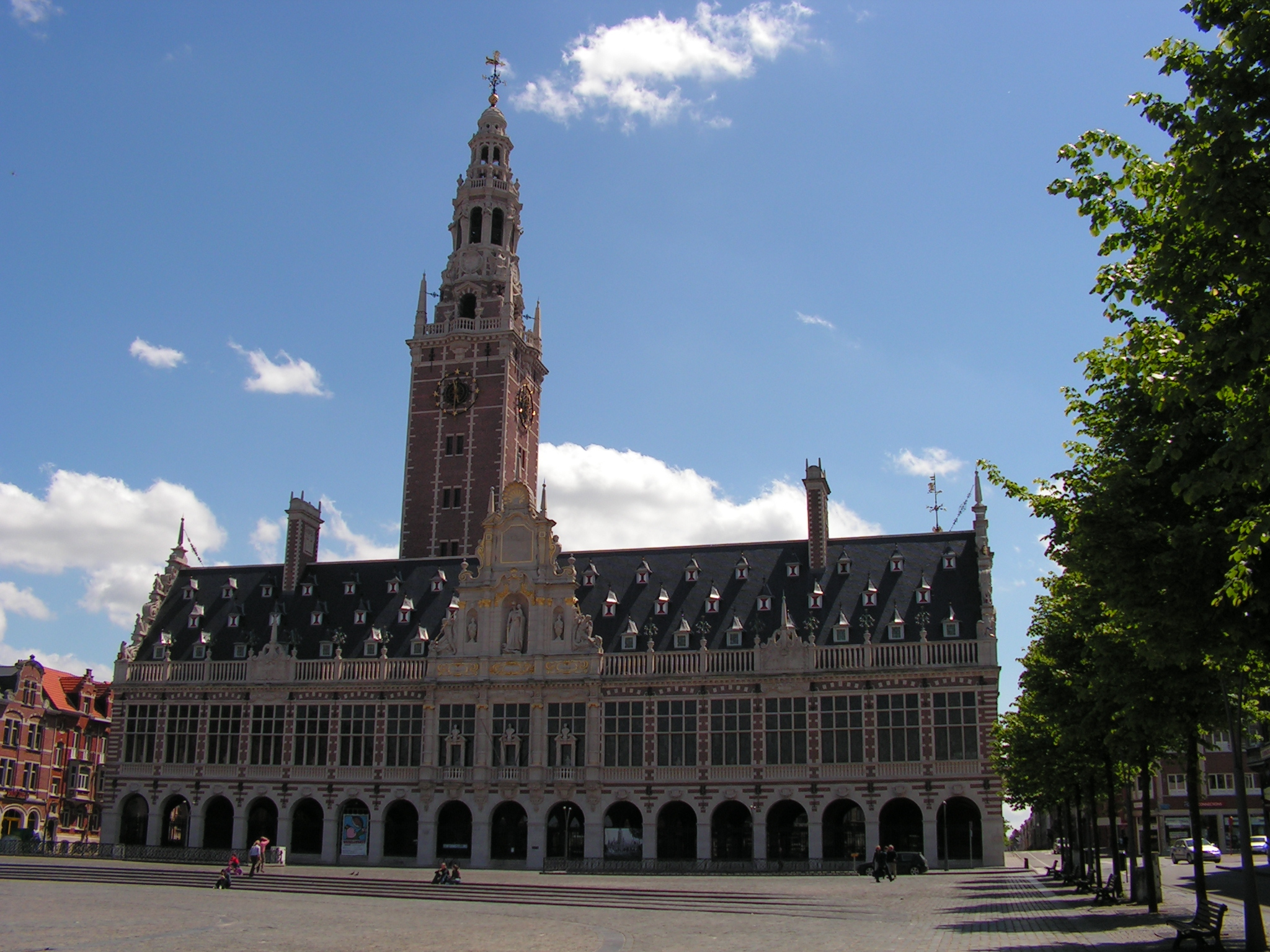
Universiteitsbibliotheek

- De Universiteitsbibliotheek (1921–1929) op het Monseigneur Ladeuzeplein, ontworpen door de Amerikaanse architect Whitney Warren. De belfortachtige toren bezit een van de grootste beiaarden ter wereld. Deze beiaard, tezamen met het bibliotheekgebouw in zijn geheel, zijn voor een groot deel door Amerikaanse giften tot stand gekomen. Herbert Hoover was na de Eerste Wereldoorlog de bezieler van de hulpacties voor België, en hij had een bijzondere aandacht voor Leuven. Het kleinste van de twee pleinen naast de bibliotheek is later naar hem genoemd. Op het grotere Ladeuzeplein voor de bibliotheek werd in 2004 ter gelegenheid van de 575e verjaardag van de universiteit het spectaculaire kunstwerk Totem van kunstenaar Jan Fabre geplaatst: een 23 meter hoge inox naald met daarop een omgekeerde kever gespiest.
- De Onze-Lieve-Vrouw-ten-Predikherenkerk was een van de eerste gotische kerken van België. Met de bouw werd in 1234 begonnen. In de kerk wordt een belangrijke kerkschat bewaard, met o.a. edelsmeedwerk uit de 16e en 17e eeuw en een restant van het praalgraf van hertog Hendrik III van Brabant (late 13e eeuw). De kerk staat leeg.
- De Sint-Jacobskerk dateert oorspronkelijk uit het einde van de 12e eeuw; de laat-romaanse toren werd omstreeks 1225 gebouwd, de zijbeuken en het middenschip dateren van ca. 1300 en de hooggotische kruisbeuk dateert uit 1450. Er bevindt zich een mooie gotische sacramentstoren. De kerk is echter al enkele decennia bouwvallig. De meeste kunstschatten bevinden zich in M. De Sint-Jacobskerk kenmerkt zich ook door de klok die buiten aan haar torenspits hangt, een van de zeven wonderen van Leuven.

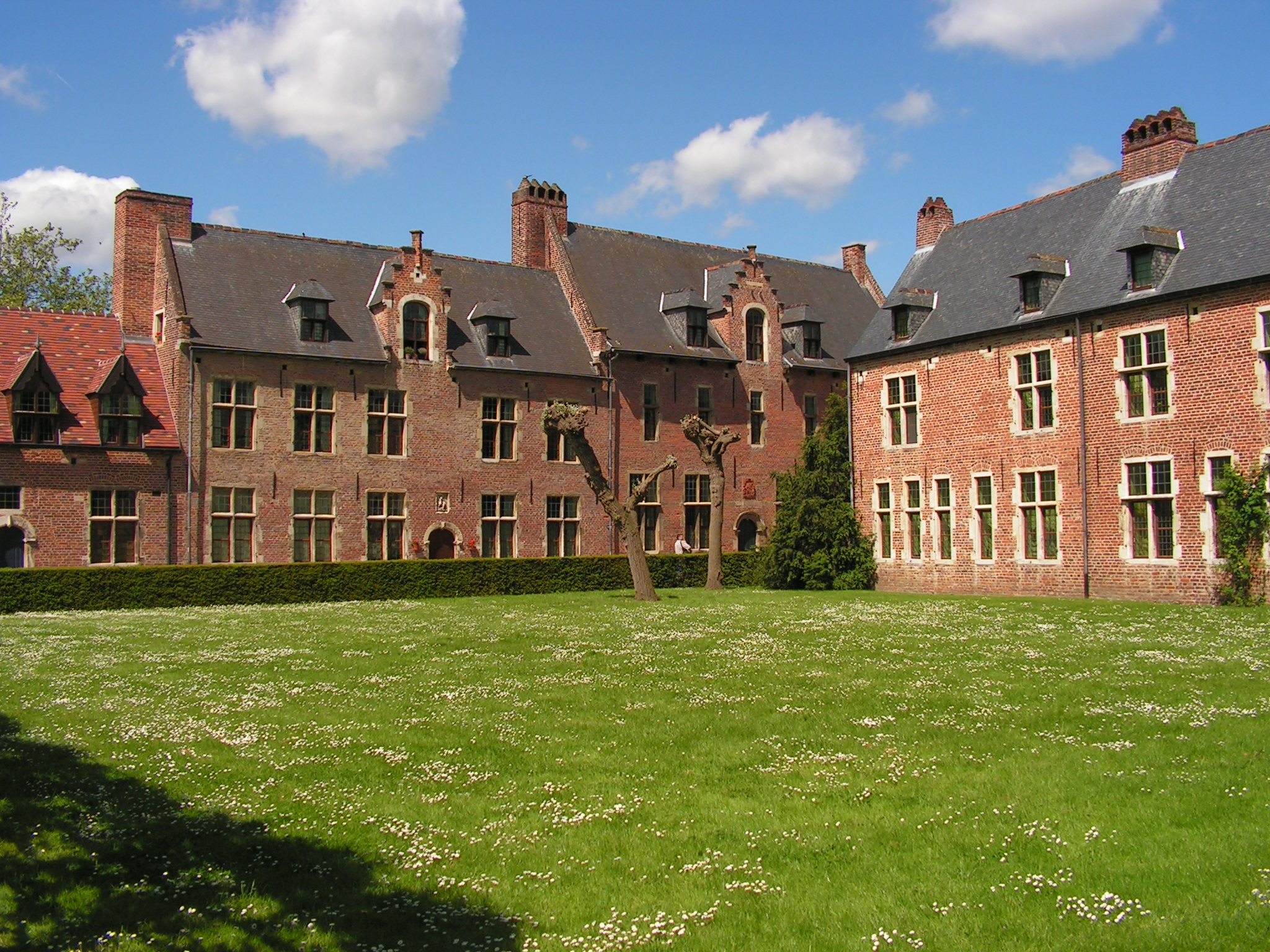
Groot Begijnhof

- Het (grote) Begijnhof is een van de grootste van Vlaanderen, en werd vakkundig gerestaureerd in opdracht van de universiteit. Die gebruikt het domein vooral als residentie voor buitenlandse studenten en professoren. In het Begijnhof is de Dijle nog volledig bovengronds, en zijn er talloze pittoreske bruggetjes. In de buurt van de Sint-Gertrudiskerk is het Kleine Begijnhof bijna opnieuw volledig gerestaureerd. De huizen hier zijn in gebruik als particuliere woningen.
- Het Arenbergkasteel in het universiteitspark in Heverlee. Dit domein was bezit van de hertogen van Arenberg, tot die het domein aan de Belgische staat (moesten) overhandigen als herstelbetaling vanwege Duitsland, na de Eerste Wereldoorlog. De universiteit kreeg het domein ter beschikking en bouwde er de campus van Wetenschappen. Het park is ook populair bij de gewone Leuvenaar, als recreatiedomein en als favoriete plek om huwelijks- of communiefoto's te maken. Naast het kasteel staat nog een watermolen, waarvan het waterrad weliswaar in slechte toestand verkeert.
- De Hortus Botanicus Lovaniensis, beter bekend als de Kruidtuin van de stad bevat een mooie oranjerie en een uitgebreide botanische collectie. Daterend uit 1738 is het de oudste kruidtuin van België, en fungeert het als groene long in het stadshart.
- De stadsbibliotheek Tweebronnen is gehuisvest in de voormalige technische school van het Rito. De art-nouveau-architect Henry Van de Velde bouwde dit schoolgebouw tussen 1936 en 1942, met een voor die tijd ongebruikelijke transparantie, via glazen wanden aan binnen- en buitenkant. Ook de terracotta tegels aan de ingangen langs de Diestsestraat en de Rijschoolstraat zijn karakteristiek voor het ontwerp. Het gebouw werd gered van de definitieve sloop door een actiegroep onder leiding van prof. Luc Verpoest die erin slaagde het gebouw te laten beschermen als monument. Het werd gerestaureerd tussen 1997 en 2000 onder leiding van architect Georges Baines, en herbergt nu de bibliotheek en het stadsarchief, naast nog veel andere activiteiten. In korte tijd zijn de "Tweebronnen" uitgegroeid tot een populaire centrale ontmoetingsplaats voor de Leuvenaar.
- De Sint-Geertruikerk met 71 meter hoge toren met beiaard - een van de zeven wonderen van Leuven -, wereldberoemd koorgestoelte en ernaast de gebouwen van de voormalige Sint-Gertrudisabdij. Vlakbij, in de Mechelsestraat 137, staat het oudste nog door particulieren bewoonde huis van Leuven: 'De Warande[1]'. Het oudste document waarin het huis vermeld wordt, is een verkoopsakte uit 1421.
- Op de Keizersberg werd in de 12e eeuw de hertogelijke burcht gebouwd, die echter in de 18e eeuw werd afgebroken. Nu staat er de neoromaanse Abdij van Keizersberg.
- Verschillende colleges uit verschillende tijdperken. Deze colleges waren vroeger residenties voor studenten uit bepaalde regio's (Iers College, Amerikaans College, Atrechtcollege), of gesponsord door bepaalde abdijen of families, enz. Nu maken de meeste colleges deel uit van het patrimonium van de KU Leuven en zijn ze vaak niet meer in gebruik als studentenresidentie. De hoogste dichtheid aan colleges vindt men in de Naamsestraat. Het Pauscollege aan het Hogeschoolplein is een van de meest bekende van deze colleges.

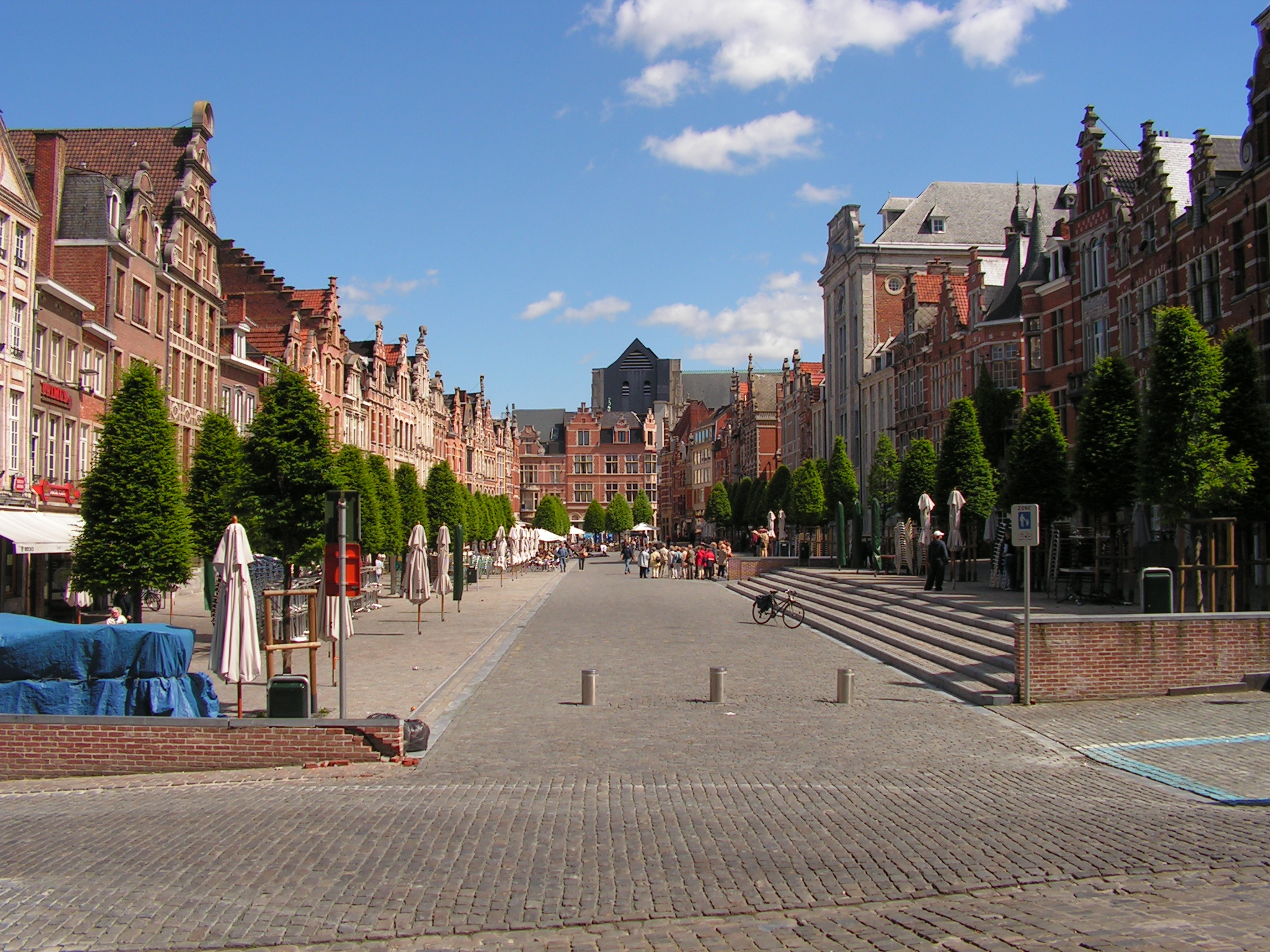
De Oude Markt

- De Oude Markt is sinds decennia vermaard als "Langste toog" van België: de langwerpige markt, in de buurt van het stadhuis en de universiteitshal, was tot in de jaren zeventig de plaats van de vrijdagse groentemarkt en een parkeerterrein, maar kende steeds meer succes als uitgaanscentrum van de stad. Nu is het een verkeersvrije zone en zijn er tientallen cafés en restaurants met uitgebreide terrassen.
- Het station van Leuven, behorend tot de drukste stations in België, met drie opmerkelijke hedendaagse architecturale creaties: het strak gelijnde busstation in knalrode baksteen en het vernieuwde Martelarenplein voor het station, beide ontworpen door de Spaans-Catalaanse architect Manuel de Solà-Morales Rubio, en de spectaculaire golvende perronoverkapping van de hand van de Belgische architect Philippe Samyn.
- Voorts bezit Leuven tal van religieuze (o.a. kerken) en profane bouwwerken bijvoorbeeld hofjes en enkele torens en delen van de eerste, 12e-eeuwse stadsomwalling - onder meer in het Sint-Donatuspark en de Handbooghof, en waterpoorten die behoorden tot de stadsomwalling.
- Het jezuïetenklooster in de deelgemeente Heverlee heeft prachtige kloostertuinen. Het gebouw is nu niet meer in gebruik als klooster, maar wordt deels gebruikt als campus voor de Evangelische Theologische Faculteit (het universiteitsgebouw is aan het klooster gebouwd) en deels als algemene campus, de campus Alexander.